# Teatro American Airlines
El Teatro American Airlines (originalmente el Teatro Selwyn) es un teatro de Broadway ubicado en el número 227 de la calle 42 Oeste de Manhattan, Nueva York. Es notable por su edificación de estilo renacimiento italiano construido en 1918. Fue diseñado por George Keister y construido por los hermanos Selwyn. Se usó para musicales y otras exhibiciones dramáticas y eventualmente fue convertido en sala de cine. Se usó luego como un centro para visitantes pero pronto quedó desocupado por muchos años hasta su renovación y restauración en 1997.

## Historia

### Diseño
Llamado originalmente el "Teatro Selwyn", fue diseñado por el arquitecto George Keister y construido por los hermanos Selwyn, Edgar y Archie en 1918. Fue uno de los tres teatros que construyeron y administraron en la calle 42 junto con el Apollo y el Times Square. Estuvo decorado en estilo renacentista italiano y originalmente tenía 1180 butacas. En el momento de su inauguración, el diseño mostraba varias innovaciones. La más novedosa de estas eran las salas separadas para fumadores. Adicionalmente, cada camerino contaba con ducha y teléfono.

### Productiones
El local inicialmente alojó grandes producciones musicales y dramáticas, incluyendo el musical Wake Up and Dream de Cole Porter en 1929, y Three's a Crowd protagonizado por Clifton Webb en 1930–31, pero eventualmente se convirtió en una sala de cine. En los años 1930, 1940 y 1950 el teatro exhibió varias películas de Hollywood. A inicios de los años 1960 hasta que el teatro cerró, exhibió programas grindhouse. Regresaría a ser un teatro "legítimo" varias veces en las siguientes seis décads pero finalmente terminó deteriorado. Se usó brevemente a inicios de los años 1990 como sede del centro de visitantes de Times Square y para una pequeña producción de The Hairy Ape de Eugene O'Neill pero, mayormentemente, estuvo vacío.

### Renovación
La ciudad de Nueva York y el estado de Nueva York tomaron posesión del teatro Selwyn en 1990. En 1992 fue uno de los seis teatros de la calle 42 que fueron dados en administración a la organización New 42nd Street. La Compañía de Teatro Roundabout se comprometió a renovar el Selwyn en 1997. Fue restaurado a su grandeza original (aunque sólo con 740 butacas) y renombrado como American Airlines en honor a su principal patrocinador y su reapertura fue el 30 de junio del 2000. Actualmente el American Airlines sirve de sede de la Roundabout y aloja sus principales producciones.

### Clausura temporal
El teatro ha estado cerrado el 12 de marzo del 2020 debido a la pandemia de COVID-19.

## Récord de recaudación
True West alcanzó el récord de recaudación en el teatro American Airlines. La producción sumó 638 811 dólares en ocho funciones desde el 17 de marzo del 2019 rompiendo el récord anterior de $526,489.10 marcado por Travesties el fin de semana del 17 de junio del 2018.